# ميهملة السفلي (ديمكاران)
میهملة السفلی (بالفارسية: میهمله سفلی) هي قرية تقع في إيران في قسم دیمکاران الريفي. يقدر عدد سكانها بـ 422 نسمة بحسب إحصاء 2016.